# واکون (مینه‌سوتا)
واکون، مینه‌سوتا (به انگلیسی: Wahkon, Minnesota) یک شهر در ایالات متحده آمریکا است که در Mille Lacs County واقع شده‌است.

## خصوصیات
واکون ۲٫۴۹ کیلومترمربع مساحت و ۲۰۶ نفر جمعیت دارد و ۳۸۸ متر بالاتر از سطح دریا واقع شده‌است.